# MacGyver (2)
MacGyver (2) je računalni virus otkriven 18. kolovoza 1993. godine. Nastanjava rezidentnu memoriju i zaražava .exe datoteke. Zaražene datoteke tijekom pretraživanja direktorija u DOS-u napravi skrivenima (hidden files). Virus sadržava poruku s tekstom:
SCAN.CLEAN.ZTEST.CVI.EXEGOD.VPIC.[MACGYVER V1.0 Written by JOEY in Keelung. TAIWAN 1992].